# Maksim Kazankov
Maksim Sergeevič Kazankov (in russo Максим Сергеевич Казанков?; Aşgabat, 20 marzo 1987) è un calciatore turkmeno naturalizzato russo, centrocampista dello ZOV Mosca.

## Caratteristiche tecniche
È un esterno destro.

## Carriera
Nella stagione 2017-2018 ha militato in Prem'er-Liga con la maglia dello SKA-Chabarovsk, collezionando 22 presenze.